# Route nationale 806
Die Route nationale 806, kurz N 806 oder RN 806, war eine französische Nationalstraße, die von 1933 bis 1973 zwischen der N 177 nördlich des Zentrums von Fougères und einer Kreuzung mit der Route nationale 12 westlich von Javron-les-Chapelles verlief. Ihre Länge betrug 69 Kilometer.